# Igor Ponomaryov (cầu thủ bóng đá, sinh 1996)
Igor Aleksandrovich Ponomaryov (tiếng Nga: Игорь Александрович Пономарёв; sinh ngày 27 tháng 6 năm 1996) là một cầu thủ bóng đá người Nga thi đấu cho F.K. Kuban Krasnodar và FC Kuban-2 Krasnodar.

## Sự nghiệp câu lạc bộ
Anh có màn ra mắt tại Giải bóng đá chuyên nghiệp quốc gia Nga cho FC Kuban-2 Krasnodar vào ngày 28 tháng 7 năm 2016 trong trận đấu với F.K. Spartak Vladikavkaz.
Anh có màn ra mắt cho đội một của F.K. Kuban Krasnodar vào ngày 24 tháng 8 năm 2016 trong trận đấu tại Cúp quốc gia Nga trước FC Energomash Belgorod.